# Oeoniella polystachys
Oeoniella polystachys är en orkidéart som först beskrevs av Louis Marie Aubert Du Petit-Thouars, och fick sitt nu gällande namn av Rudolf Schlechter. Oeoniella polystachys ingår i släktet Oeoniella och familjen orkidéer. Inga underarter finns listade i Catalogue of Life.

## Bildgalleri

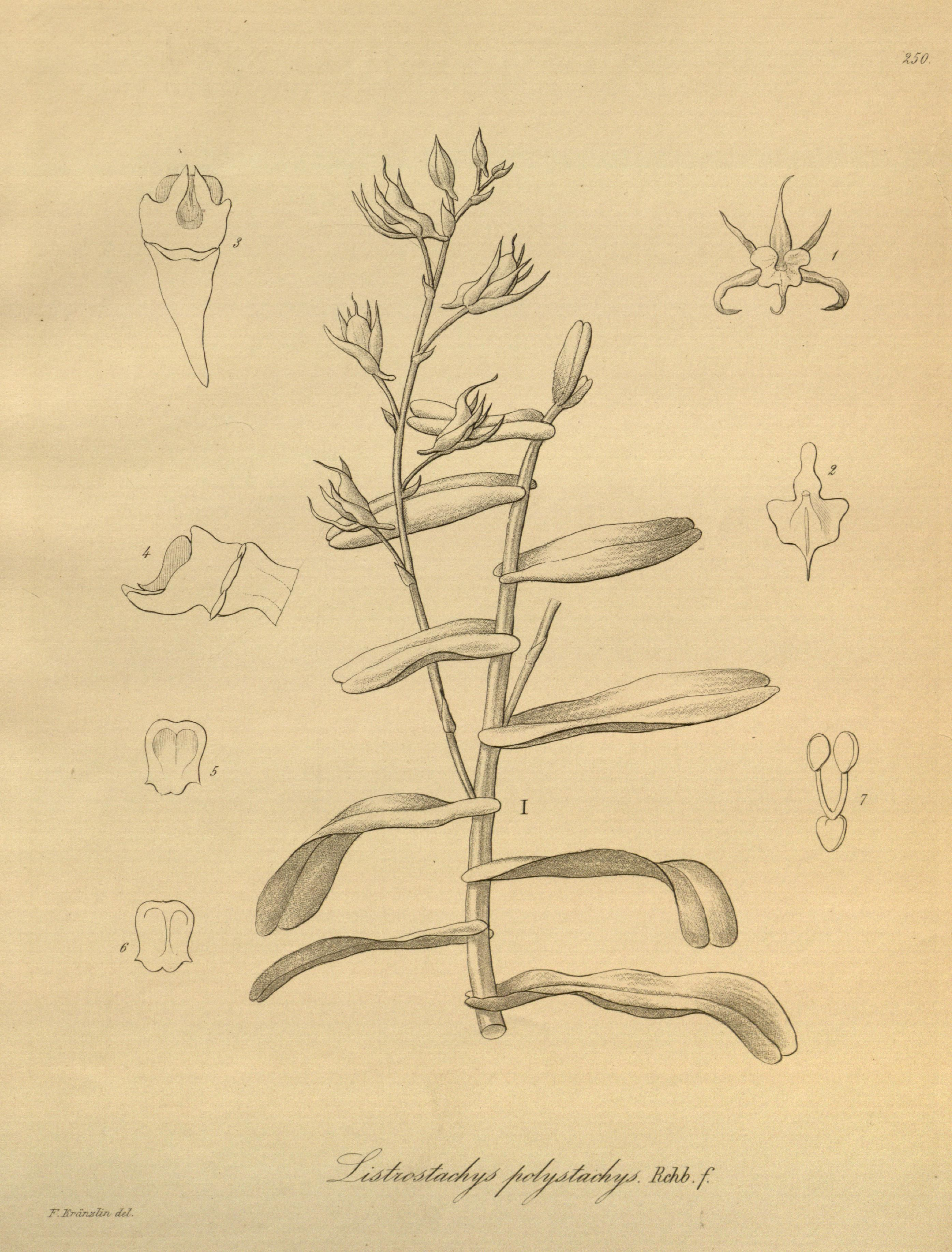